# کریستین اولیوا
کریستین اولیوا (انگلیسی: Christian Oliva؛ زادهٔ ۱ ژوئن ۱۹۹۶) بازیکن فوتبال اهل اروگوئه است که در پست هافبک دفاعی برای باشگاه تالرس آرژانتین بازی می‌کند.
از باشگاه‌هایی که در آن بازی کرده‌است می‌توان به باشگاه فوتبال ناسیونال (اروگوئه) اشاره کرد.